# Lenn-Minh Tran
Lenn-Minh Quang Tran (13 maart 2007) is een Belgisch voetballer die sinds 2025 uitkomt voor MVV Maastricht.

## Carrière
In juni 2025 ruilde Tran de jeugdopleiding van KRC Genk voor de Nederlandse eerstedivisionist MVV Maastricht. Daar maakte hij op 8 augustus 2025 zijn profdebuut: op de openingsspeeldag van de Keuken Kampioen Divisie liet trainer Edwin Hermans hem in de 4-0-nederlaag tegen TOP Oss bij de rust invallen voor zijn landgenoot Kanou Sy.

## Clubstatistieken
| Seizoen         | Club            | Land               | Competitie      | Competitie | Competitie | Beker | Beker | Supercup | Supercup | Europees | Europees | Totaal | Totaal |
| Seizoen         | Club            | Land               | Competitie      | Wed.       | Dlp.       | Wed.  | Dlp.  | Wed.     | Dlp.     | Wed.     | Dlp.     | Wed.   | Dlp.   |
| --------------- | --------------- | ------------------ | --------------- | ---------- | ---------- | ----- | ----- | -------- | -------- | -------- | -------- | ------ | ------ |
| 2025/26         | MVV Maastricht  | Vlag van Nederland | Eerste divisie  | 1          | 0          | 0     | 0     | —        | —        | —        | —        | 1      | 0      |
| Carrière totaal | Carrière totaal | Carrière totaal    | Carrière totaal | 1          | 0          | 0     | 0     | 0        | 0        | 0        | 0        | 1      | 0      |

Bijgewerkt op 9 augustus 2025.